# Милан Тимотић
Милан Д. Тимотић, Бата (Баново Поље код Богатића, 1908 — Чикаго, 13. новембар 1988) је био певач популарне и народне музике, један од најпопуларнијих певача са простора Краљевине Југославије.

## Биографија
Након завршена четири разреда гимназије у Шапцу, одлази у Београд где завршава права и ради као општински службеник.
У Београду је започео успешну музичку каријеру. Био је стални члан Краљевске опере. Негујући народну песму, музичка управа Београдске радио станице га је често позивала да гостује у емисијама. Прве грамофонске плоче снимио је за издавачку кућу Одеон 1927. године. У то време, је био један од најпопуларнијих певача са простора Краљевине Југославије. Због сличности интерпретације са Мијатом Мијатовићем добио је надимак "Нови Мијат".
У времену до Другог светског рата живео је и радио у Београду. Био је члан Београдске опере, певао на Радио Београду, Бечкој опери и у слободно време често долазио у Шабац да би се дружио са старим пријатељима.
Појавио се и у црно белом тон филму Прича једног града снимљеног у продукцији Артистик филма 1941. године у Београду. Режирао га је Јеврејин Макс Калмић кога су Немци стрељали исте године. У филму који траје 9 минута приказан је живот Београда у једном дану.
Рат је дочекао служећи војни рок у Бијељини. За време рата боравио је у Ужицу и Ваљеву. Био је ожењен  Миленом Вуковић, међутим нису имали деце па се од ње развео.
Као присталица равногорског покрета илегалним путем напустио је заувек Србију. Једно време је боравио у Салцбургу, где је радио на обнови опере и снимио два филма, потом у Бечу где је био правни саветник за Међународну организацију за избеглице. Након успешне каријере у Аустрији, одлази у Њујорк, да би се потом трајно настанио у Чикагу.
Године 1959. упознао је 25. година млађу пијанисткињу Џоан Корнел. Венчали су се две године касније. Заједно са Џоан приређивао је бројне концерте широм Америке и упоредо снимао за фирму грамофонских плоча „Балкан“. Због здравствених проблема са срцем Милан и Џоан су током зимских месеци боравили у Калифорнији.

## Дискографија
Имао је изузетно богат и разноврстан репертоар, од популарне оперске арије до народне песме.
На његовом репертоару налазиле су се, између осталих, и песме:
- Кад је било ноћу у ложници
- Служим цару
- Опрости ми, мила мати
- Једну ноћ само
- Магла паднала
- Ој ти Мицо, певачицо
- Кад ми пишеш, мила мати
- Циганско сам дете
- Не плачи, мала
- Успаванка
- Адио, Маре
- Кажи, моме, истине ти
- Мој се драги на пут спрема
- Узех џугум и мастрафу
- Опклади се момче и девојче
- Ленче попово
- Сенкина снага
- Трепћу звездице мале
- Ајде, сунце зађе
- Чекаћу те
- Равно поље, жао ми је на те

Грамофонске плоче снимао је за компаније Edison Bell Penkala и Odeon.
Његово богато музичко стваралаштво још увек је недовољно истражено.
Преминуо је 13. новембра 1988. године у Чикагу, у 81. години живота.
Инсерт из тон филма „Прича једног дана“ појављује се у филму Маратонци трче почасни круг.